# Alexis Levron
Pour les articles homonymes, voir Levron.
Pas d'image ? Cliquez ici

a Compétitions nationales et continentales officielles uniquement.

Dernière mise à jour le 20 mars 2025.
Alexis Levron, né le 2 novembre 2000 à Nantes (France), est un joueur français de rugby à XV évoluant au poste de demi de mêlée avec le Soyaux Angoulême XV.

## Biographie
Alexis Levron commence la pratique du rugby à XV à l'âge de quatre ans avec le RC Saint-Sébastien Basse-Goulaine. En 2011, il va au Stade nantais. Six ans plus tard, il rejoint le centre de formation du RC Vannes.
Alexis Levron participe au tournoi de Dubaï en décembre 2019 avec l'équipe de France de rugby à sept développement.[réf. nécessaire]
Lors de l'été 2021, il rejoint la Section paloise, intégrant son centre de formation, en provenance du RC Vannes avec qui il a joué quelques matchs de Pro D2 durant la saison 2020-2021.
Le samedi 14 août 2021, il participe avec la Section paloise à la première étape à Aix-en-Provence du Supersevens 2021, remporté par le club béarnais, et en est la révélation. Il participe également à l'étape de Toulouse.
En janvier 2023, il est prêté au Stado Tarbes PR en Nationale jusqu'à la fin de la saison 2022-2023.
À l'issue de la saison, il n'est pas conservé par le club palois.
En juin 2023, il s'engage pour deux saisons avec le Soyaux Angoulême XV Charente en Pro D2. Il dispute son premier match de la saison lors de la première journée de championnat face à l'AS Béziers.

## Palmarès
Néant